# Wąwóz Skaczącego Tygrysa

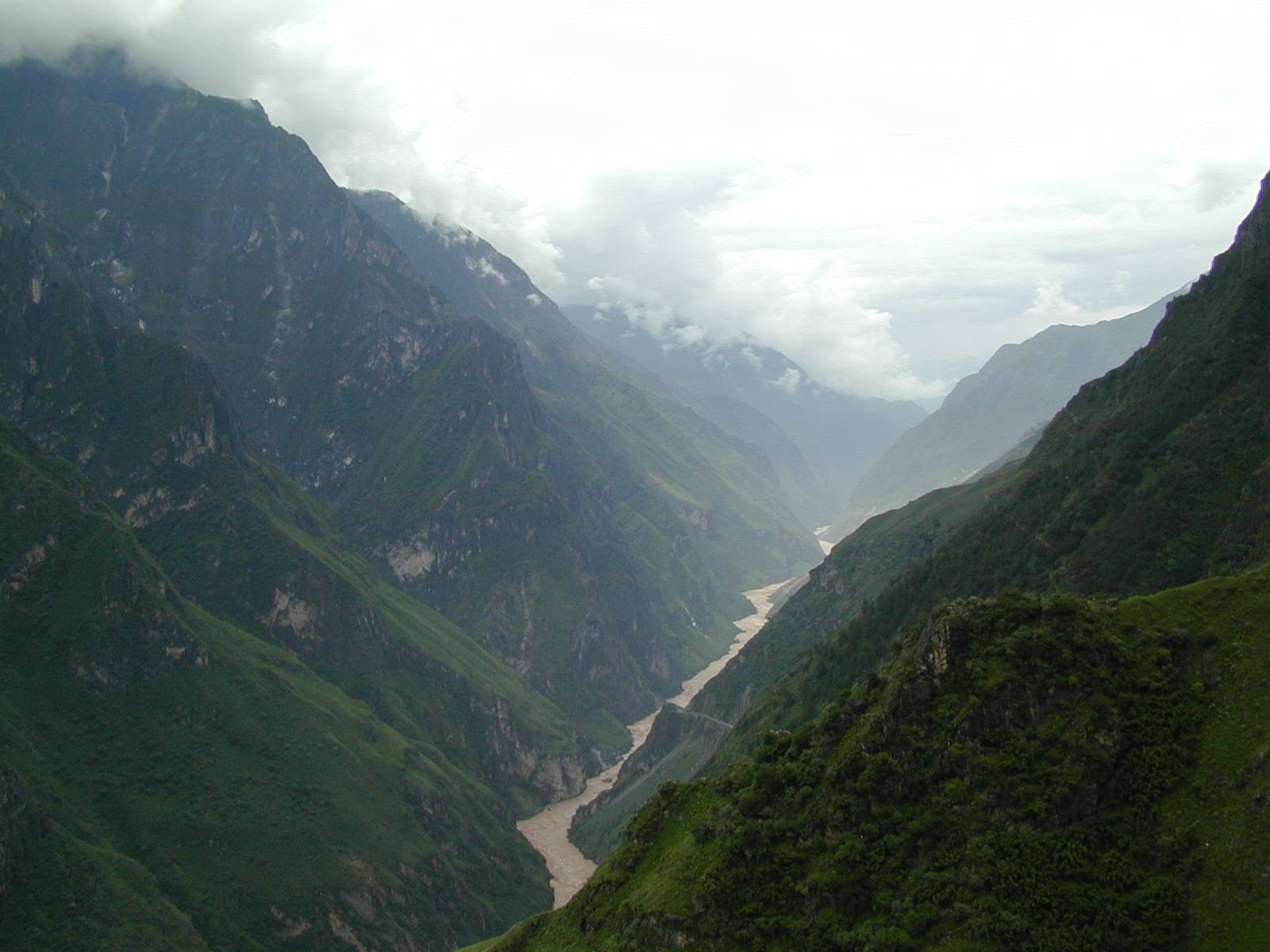
Widok na Wąwóz z najwyżej położonej ścieżki turystycznej, z której można zobaczyć m.in. Śnieżną Górę Jadeitowego Smoka

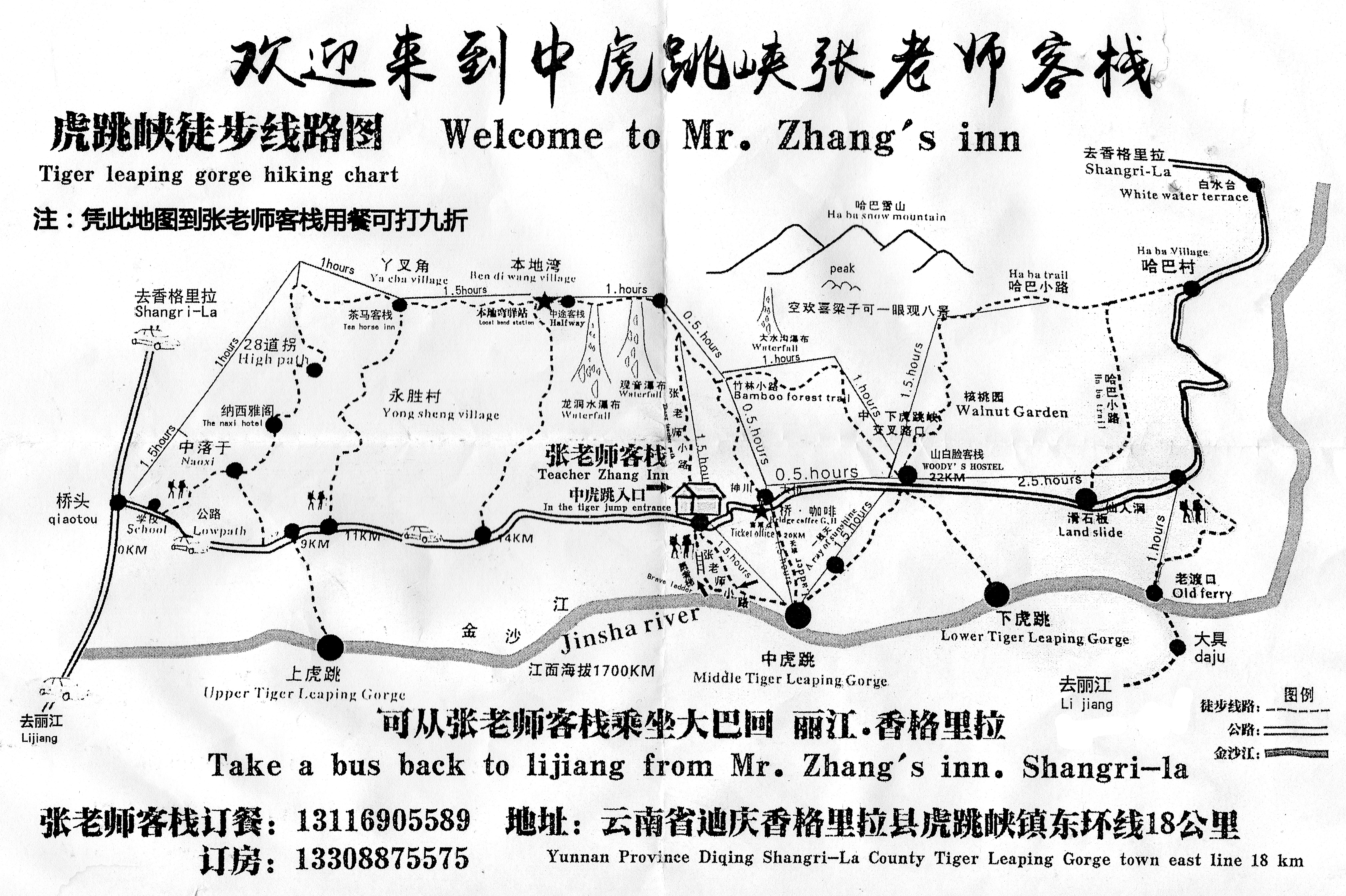
Wąwóz Skaczącego Tygrysa - mapa
(ang. Tiger Leaping Gorge -hiking chart)

Wąwóz Skaczącego Tygrysa (chiń. upr. 虎跳峡; chiń. trad. 虎跳峽; pinyin Hǔtiào Xiá) – kanion na rzece Jinsha (chiń. Rzeka Złotych Piasków), która stanowi górny bieg Jangcy, położony 60 km na północ od miasta Lijiang, w prowincji Junnan w południowo-zachodnich Chinach. Znajduje się na liście światowego dziedzictwa UNESCO jako część obszaru Stref chronionych trzech równoległych rzek. 